# Callopsylla changduensis
Callopsylla changduensis är en loppart som först beskrevs av Liu Chiying, Wu Houyong et Wu Foolin 1966.  Callopsylla changduensis ingår i släktet Callopsylla och familjen fågelloppor. Inga underarter finns listade i Catalogue of Life.